# Azzo da Correggio
Azzo da Correggio (Parma, 1303 – Milano, 1362 circa) è stato un condottiero e capitano di ventura italiano vissuto nel XIV secolo.

## Biografia
Nacque da Giberto III da Correggio, detto Il Difensore, e da una da Camino di Verona. Avviato alla carriera ecclesiastica, la lasciò per occuparsi di politica, cercando di togliere alla famiglia Rossi il controllo di Parma. Nel 1335 riuscì nel suo intento con l'appoggio dei Della Scala di Verona, ai quali lasciò la signoria. L'anno successivo i Della Scala lo inviarono ad Avignone dal papa Benedetto XII per vedere tutelati i propri interessi a danno della rivale famiglia Rossi. Qui incontrò e strinse amicizia con Francesco Petrarca, che probabilmente lo aiutò a perorare la causa di fronte al papa.
Nel 1337 fece costruire a scopo difensivo la rocca di Colorno, sui cui resti fu edificato agli inizi del XVIII secolo il palazzo ducale. Nel 1340 sposò Tommasina Gonzaga, figlia di Guido Gonzaga, e l'anno dopo tolse Parma (di fianco a lui era presente Petrarca) a Mastino della Scala, governandola fino al 1344, anno in cui cedette Parma al signore di Ferrara Obizzo III d'Este, che a sua volta la cedette nel 1346 al signore di Milano Luchino Visconti.
In seguito si riavvicinò agli Scaligeri e ai signori di Ferrara, ma nel 1347 si alleò coi Visconti, sperando di riottenere il controllo di Parma. Morì a Milano nell'estate del 1362, mentre era ospite di Bernabò Visconti.
Nel periodo in cui fu signore di Parma, intorno al 1341, Azzo ospitò diverse volte il Petrarca in città, nel castello di Guardasone e nella residenza estiva di Selvapiana, non lontano dal castello di Canossa. A lui Petrarca dedicò una canzone e alcuni scritti, tra cui il trattato latino De remediis utriusque fortunae.
In occasione della sua morte, il Petrarca scrisse:
Qualunque volta io andavagli innanzi, ben conoscevo io, che la sua amicizia per me andava sempre crescendo. Prendeva parte in tutto ciò che accadevami o di bene o di male' come se fosse accaduto a lui stesso. Chiunque voleva da lui ottener qualche cosa, cominciava dalle mie lodi, sicuro che il mezzo più efficace a conseguire il suo intento era il fare elogi di me medesimo. Non solamente odiava coloro che sparlavano di me, ma non amava pur quelli, che mi lodavano scarsamente, o che cadevagli in sospetto di volergli uguagliare a me, cui egli considerava come un uomo insuperabile. Io trovavo in lui ogni cosa: i soccorsi di un padrone, i consigli di un padre, la sommissione di un figlio, la tenerezza di un fratello. Gran parte della mia vita ho passato con lui; ogni cosa era tra di noi comune, la sua fortuna buona o cattiva, i suoi piaceri di città, o di campagna, le sue gloriose fatiche, il suo riposo, i suoi affanni, niuna cosa erane eccettuata. Io il seguiva in tutti i viaggi. Quante volte non ha egli esposta per me la sua vita, mentre insiem correvamo le terre e i mari? Ohimè! Perché non mi ha egli condotto seco in quest'ultimo viaggio? Perché la morte ha ora voluto fare si' odiosa eccezione? Perché ci ha separati? Tutto ho perduto perdendolo, e la sola consolazione che mi rimane si è che la morte non ha più ora che togliermi.»

## Discendenza
Azzo sposò nel 1340 Tommasina Gonzaga, figlia di Guido Gonzaga, signore di Mantova; ebbero sette figli:
- Giacoma
- Ludovico (?-1375), condottiero al servizio dei Visconti
- Taddea
- Giberto (?-1402), podestà di Milano nel 1372
- Orsola
- Elisabetta
- N.N., incarcerato dagli Scaligeri

## Ascendenza
|                          |   |                     | Genitori |  |  | Nonni |  |  | Bisnonni                |  |  | Trisnonni              |  |
|                          |   |                     |          |  |  |       |  |  | Gherardo V da Correggio |  |  | Giberto I da Correggio |  |
|                          |   |                     |          |  |  |       |  |  | Gherardo V da Correggio |  |  | Giberto I da Correggio |  |
|                          |   | …                   |          |  |  |       |  |  | Gherardo V da Correggio |  |  |                        |  |
| Guido II da Correggio    |   |                     |          |  |  |       |  |  | Gherardo V da Correggio |  |  |                        |  |
|                          |   | Adelasia Rossi      | …        |  |  |       |  |  |                         |  |  |                        |  |
|                          |   | Adelasia Rossi      | …        |  |  |       |  |  |                         |  |  |                        |  |
|                          |   | Adelasia Rossi      | …        |  |  |       |  |  |                         |  |  |                        |  |
| Giberto III da Correggio |   | Adelasia Rossi      |          |  |  |       |  |  |                         |  |  |                        |  |
|                          |   | Giberto della Gente | …        |  |  |       |  |  |                         |  |  |                        |  |
|                          |   | Giberto della Gente | …        |  |  |       |  |  |                         |  |  |                        |  |
|                          |   | Giberto della Gente | …        |  |  |       |  |  |                         |  |  |                        |  |
| Mabilia della Gente      |   | Giberto della Gente |          |  |  |       |  |  |                         |  |  |                        |  |
|                          |   | …                   | …        |  |  |       |  |  |                         |  |  |                        |  |
|                          |   | …                   | …        |  |  |       |  |  |                         |  |  |                        |  |
|                          |   | …                   | …        |  |  |       |  |  |                         |  |  |                        |  |
| Azzo da Correggio        |   | …                   |          |  |  |       |  |  |                         |  |  |                        |  |
|                          | … | …                   |          |  |  |       |  |  |                         |  |  |                        |  |
|                          | … | …                   |          |  |  |       |  |  |                         |  |  |                        |  |
|                          | … | …                   |          |  |  |       |  |  |                         |  |  |                        |  |
| …                        | … |                     |          |  |  |       |  |  |                         |  |  |                        |  |
|                          |   | …                   | …        |  |  |       |  |  |                         |  |  |                        |  |
|                          |   | …                   | …        |  |  |       |  |  |                         |  |  |                        |  |
|                          |   | …                   | …        |  |  |       |  |  |                         |  |  |                        |  |
| …                        |   | …                   |          |  |  |       |  |  |                         |  |  |                        |  |
|                          |   | …                   | …        |  |  |       |  |  |                         |  |  |                        |  |
|                          |   | …                   | …        |  |  |       |  |  |                         |  |  |                        |  |
|                          |   | …                   | …        |  |  |       |  |  |                         |  |  |                        |  |
| …                        |   | …                   |          |  |  |       |  |  |                         |  |  |                        |  |
|                          |   | …                   | …        |  |  |       |  |  |                         |  |  |                        |  |
|                          |   | …                   | …        |  |  |       |  |  |                         |  |  |                        |  |
|                          |   | …                   | …        |  |  |       |  |  |                         |  |  |                        |  |
|                          |   | …                   |          |  |  |       |  |  |                         |  |  |                        |  |